# Povečava
Povečava je odnos med navidezno in resnično velikostjo predmeta, ki ga opazujemo s pomočjo optične naprave.
Razlikujemo dve vrsti povečav :
- linearna povečava
- kotna povečava

Linearno povečavo označujemo z {\displaystyle M\!}, kotno povečavo pa z {\displaystyle MA\!}.

Linearno povečavo uporabljamo pri realnih slikah (te lahko ulovimo na zaslon). Povečava pa je enaka razmerju med navidezno velikostjo predmeta in njegovo sliko.
Kotna povečava se uporablja pri optičnih napravah, ki imajo okular. Linearne povečave ne moremo določiti, ker običajno navidezna slika nastane v neskončnosti. V teh primerih podamo povečavo za primer, ko je predmet navidezno v gorišču. Za to se uporablja kotno velikost. 

## Kotna povečava
Kotna povečava se izračuna po naslednjem obrazcu :
{\displaystyle MA={\frac {\tan \varepsilon }{\tan \varepsilon _{0}}}}
kjer je
- {\displaystyle \varepsilon _{0}\!} zorni kot pod katerim vidimo predmet brez pomoči optične naprave
- {\displaystyle \varepsilon \!} zorni kot pod katerim vidimo sliko predmeta

## Povečave nekaterih optičnih naprav

### Povečava leče
Linearna povečava leče je
{\displaystyle M={f \over f-d_{o}}}
kjer je 
- {\displaystyle f\!} goriščna razdalja leče
- {\displaystyle d_{o}\!} razdalja od leče do predmeta

Kadar je {\displaystyle M\!} negativen, je slika realna in obrnjena, če pa je {\displaystyle M\!} pozitiven, je slika navidezna in pokončna

### Povečava daljnogleda
Linearna povečava teleskopa je
{\displaystyle M={f_{o} \over f_{e}}\!}
kjer je 
- {\displaystyle f_{o}\!} goriščna razdalja objektiva
- {\displaystyle f_{e}\!} goriščna razdalja okularja

Enako se izračuna tudi kotna povečava. 

### Povečava lupe
Kotna povečava lupe je enaka 
{\displaystyle \mathrm {MA} ={25\ \mathrm {cm}  \over f}\quad .}
kjer je
- {\displaystyle f\!} goriščna razdalja lupe
- {\displaystyle 25\ \mathrm {cm} \!} razdalja na kateri oko povprečnega odraslega človeka najbolje vidi predmet (največja možnost izostritve slike).

Večja povečava se dobi, če je lupa bliže očesu.

### Povečava mikroskopa
Kotna povečava mikroskopa je
{\displaystyle \mathrm {MA} =M_{o}\times M_{e}\!}
kjer je 
- {\displaystyle M_{o}\!} povečava objektiva
- {\displaystyle M_{e}\!} povečava okularja

Povečava objektiva je odvisna od goriščne razdalje {\displaystyle f_{o}\!} in razdalje med objektivovo zadnjo goriščno ravnino in goriščno ravnino okularja.
Povečava okularja je odvisna od goriščne razdalje {\displaystyle f_{e}\!} in se izračuna enako kot za lupo (glej zgoraj).

## Največja uporabna povečava
Povečave nima smisla preveč povečevati, ker obstoja največja povečava pri kateri ne vidimo več podrobnosti v sliki predmeta. Največja uporabna povečava je omejena z uklonom svetlobe. V praksi velja, da je to 2-kratna odprtina (apertura) v milimetrih. To pomeni, da ima 60 mm teleskop maksimalno povečavo okoli 120.